# Dáire Doimthech
 Dáire Doimthech, alias Dáire Sírchréchtach, fils de  Sithbolg, est un roi de Tara et Ard ri Erenn légendaire.
Bien que non inclus dans les listes de rois médiévales il est considéré comme personnage important des généalogies des Érainn; ancêtre, et éponyme du protohistorique Dáirine et historique Corcu Loígde du Munster. Il est enfin l'une des hypothèse d'identification de Dáire Drechlethan dans l'ancien poème irlandais du Baile Chuinn Chétchathaig.

## Contexte
Dáire Doimthech est considéré comme l'un des cinq rois de Tara originaire de la province du Munster, ou alternativement l'un des cinq Daires qui règnent à Tara. Il était presque certainement  identique à Dáire mac Dedad (fils de Deda mac Sin), père de Cú Roí, bien que les traditions le concernant tous deux semblent avoir divergé dans une période ancienne, suivant des implications régionales. Les savants de l'époque médiévale avaient connaissance que les deux personnages étaient revendiqués comme ancêtres de la Dáirine  En fait, dans un manuscrit, comme Dairi Sirchrechtaig, il est répertorié comme le père de Cú Roí, et à travers lui un ancêtre de Fiatach Finn, éponyme du  Dál Fiatach d'Ulster, fils du roi Fuirme Mac Con. T. F. O'Rahilly a vu encore moins distinction entre ces chiffres, affirmant que « Cú Roí et Dáire sont finalement un seul et même personnage ».

## Postérité
Un de ses fils serait Lugaid Loígde (a quo Corcu Loígde), un ancêtre de Lugaid Mac Con. Dans le Scéla Mosauluim, Eochaid Étgudach, un roi d'Irlande, serait un autre fils de Dáire Doimthech, apparemment chronologiquement déplacé par les historiens médiévaux irlandais.

## Sources
- (en) Cet article est partiellement ou en totalité issu de l’article de Wikipédia en anglais intitulé « Dáire Doimthech » (voir la liste des auteurs) du 1er juillet 2013.,
- (en) Edel Bhreathnach The Kingship and Landscape of Tara, Four Courts Press, Dublin 2005  (ISBN 1851829547).